# ثوم باري
ثوم باري (بالإنجليزية: Thom Barry) مواليد 6 ديسمبر 1950 في سينسيناتي، الولايات المتحدة، هو ممثل أمريكي بدأ مسيرته الفنية سنة 1994.

## الأعمال
- أبولو 13
- ساينفيلد
- أمير بيل إير الحيوي
- إي آر
- يوم الاستقلال
- سبيس جام
- دياجنوسيز: موردر
- سلاح الجو واحد
- إن واي بي دي بلو
- جاغ

## روابط خارجية
- ثوم باري على موقع IMDb (الإنجليزية)
- ثوم باري على موقع ألو سيني (الفرنسية)
- ثوم باري على موقع أول موفي (الإنجليزية)
- ثوم باري على موقع قاعدة بيانات الأفلام السويدية (السويدية)
- ثوم باري على موقع إن إن دي بي (الإنجليزية)
- ثوم باري على موقع قاعدة بيانات الفيلم (الإنجليزية)
- ثوم باري على موقع كينوبويسك (الروسية)